# Черношице
Черношице (чеш. Černošice) — город в районе Прага-запад Среднечешского края Чехии, муниципалитет с расширенными полномочиями. Город расположен на левом берегу реки Бероунка примерно в 18 км к юго-западу от центра Праги и в 5 км от Збраслава. Сегодня город состоит из трёх исторических частей: Верхние Черношице, Нижние Мокропсы и Враж. Население — около 7 тыс. жителей.

## География
Самым важным водным потоком, который протекает через Черношице, является река Бероунка. Через реку проходит железнодорожный путь до нижних Черношице.
Через Черношице также течёт ручей Шварцава, который впадает в Бероунку.

### Климат
Климат сухой и тёплый. Средняя годовая температура составляет 8 °C, а среднегодовая сумма осадков колеблется в пределах 500-600 мм.

## История
Нижние Мокропсы впервые упоминаются как деревня в 1088 году в учредительной грамоте Вышеградского капитула. Верхние Черношице впервые упоминаются в учредительной грамоте Кладрубского монастыря 1115 года. Верхние Черношице сложились из нескольких дворов вокруг маленькой сельской площади перед костёлом. Через деревни проходили очень важные дороги — пражско-бехиньская и дорога от Пражского града до Карлштейна. Старая развесистая липа, стоявшая на Вражи до 1930 года, служила дорожным указателем и под ней, по преданию, всегда отдыхал король Карл I Люксембургский во время своих поездок в Карлштейн.
Самые трудные времена были у Черношице во время Тридцатилетней войны. В 1639 году шведский полководец Иоганн Густафссон Баннер дал указ сжечь, когда его армия стояла на пороге. Во время войны произошло большое снижение численности населения из-за военных потерь, эпидемий и эмиграций.
Одним из самых значительных событий в истории Черношице было введение железной дороги. Она была открыта в 1862 году и была монорельсовой дорогой из Праги в Пльзень. В это время начинается бурная круизная и строительная индустрия. Вдоль реки строятся бани и начинают строить летние виллы пражан. Это развитие, в свою очередь, затухает во время Первой мировой войной. Но после её окончания она  снова оживает. Но развитие города было впоследствии остановлено войной.
Верхние и нижние Черношице образовали одну деревню в 1864 году. В 1920 году они были разделены. После войны в 1950-х годах было слияние муниципалитетов верхней и нижней  Черношице, а также были прикреплены нижние Мокропсы. В 1969 году Черношице получили статус города. В 1974 году были разделены нижние Черношицы и присоединены к Праге 5-Липенцам.

### Территориальное включение
История территориальной интеграции включает период с 1850 по настоящее время. В хронологическом порядке указана территориальная административная принадлежность города (муниципалитета) в тот год, когда произошли изменения:
- 1850 страна Чехия, край Прага, политический район Смихов, судебный район Збраслав
- 1855 страна Чехия, край Прага, судебный район Збраслав
- 1868 страна Чехия, политический район Смихов, судебный район Збраслав
- 1927 страна Чехия, политический район Прага-сельская местность, судебный район Збраслав
- 1939 года, страна чехия, край Прага, политический район Прага-венков, судебные район Збраслав
- 1942 страна чешская, край Прага, политический район Прага-сельской местности-юг, судебные район Збраслав
- 1945 страна Чехия, административный район Прага-сельская местность-юг, судебный район Збраслав
- 1949 Пражский край, район Прага-юг
- 1960 Среднечешский край, район Прага-Запад
- 2003 Среднечешский край, муниципалитет с расширенным охватом Черношице

### 1932 год
В посёлке Верхняя Черношице (1000 жителей, почтовый офис, телефон в офис, жандармерия) были в 1932 году регистрированы эти профессий и магазины: врач, аптека, магазин с продажей древесины, парикмахер, 4 гостиницы, 3 сантехников, 2 портных, 4 сапожники, пиларж, услуги прачечной, psinec, агент по недвижимости, крестьянская, 4 мясников, 3 магазины, 2 строителей, магазин метражным товаром, швея, 2 магазина с табачными изделиями, магазин учебной оборудованием, бизнес с углем, стоматологическая студия.
В селе Нижней Черношице  (153 жителей) были в 1932 году регистрированы эти профессий и магазины: валковая мельница и электростанция, гостиница, кузнец, газетный киоск, бюро недвижимости, 5 крестьян, завод цепей, 2 магазина.
В селе Нижней Мокропсы (1597 жителей, раздельный посёлок, позже стала частью Černošic) были в 1932 году регистрированы эти профессий и магазины: 6 кирпичных заводов, заводов, кондитер, электростанции, системы электропроводки, 2 парикмахеров, 8 гостиниц, уилер, кузнец, портной 4, автор, художник номеров, мельница, 3 сапожники, топливо, 2 пекарей, пансионат Steimar, агентство недвижимости, 7 крестьян, мясник, 10 магазинов с разнообразным ассортиментом, сбережения и резервного копирования гильдии для Нижней Mokropsy, магазин метражным товаром.

## Население
| Год  | Численность | Численность |
| ---- | ----------- | ----------- |
| 1869 | 616         | [ 5 ]       |
| 1880 | 598         | [ 5 ]       |
| 1890 | 599         | [ 5 ]       |
| 1900 | 674         | [ 5 ]       |
| 1910 | 1010        | [ 5 ]       |
| 1921 | 1430        | [ 5 ]       |
| 1930 | 2809        | [ 5 ]       |
| 1950 | 4188        | [ 5 ]       |
| 1961 | 4762        | [ 5 ]       |
| 1970 | 4608        | [ 5 ]       |
| 1980 | 4537        | [ 5 ]       |
| 1991 | 4351        | [ 5 ]       |
| 2001 | 4631        | [ 5 ]       |
| 2014 | 6709        | [ 6 ]       |
| 2016 | 6914        | [ 7 ]       |
| 2017 | 6983        | [ 8 ]       |
| 2018 | 7045        | [ 9 ]       |
| 2019 | 7170        | [ 10 ]      |
| 2020 | 7331        | [ 11 ]      |
| 2021 | 7382        | [ 12 ]      |
| 2022 | 7329        | [ 13 ]      |
| 2023 | 7570        | [ 14 ]      |
| 2024 | 7675        | [ 15 ]      |
| 2025 | 7712        | [ 3 ]       |

## Достопримечательности

### Церковь Вознесения Пресвятой Девы Марии
Церковь Вознесения Девы Марии является старейшим сохранившимся строительным памятником на территории города.
Первые упоминания появляются в 1352 году и говорят о нём как о приходской церкви. Он расположен на искусственно ухоженной террасе над долиной Бероунки на восточной окраине исторического центра верхних Черношиц. Церковь построила збраславский цистерцианский монастырь, принадлежавший Черношице с начала 14 века. В 17 в столетии церковь падала.
Церковь не может быть однозначно классифицирована в любом строительном стиле из-за количества изменений, которые он прошёл. Архитектура церковного здания не слишком яркая. Наиболее заметной частью является барочная башня, которая находится в нижней части четырёхугольника, в верхней восьмиугольной и в каждой стороне есть полукруглое окно. Кроме этой башни, церковь снаружи архитектурно не украшена. Гораздо интереснее решение интерьера, пространство которого завершает купол, разделённый лепными рамами. Главный алтарь из года 1713 доминирует барочный образ Успения пресвятой Богородицы, а по сторонам от статуи.

### Другие достопримечательности
- Молитвенный дом церкви братской-современное здание органической архитектуры, построенное по проекту архитектора Брно Зденек Франка в 2009-2010 годах.
- Летняя вилла № 215
- Виллы № 274, 282
- Липа
- Дом Ханса (над поместьем 1268)
- Скамейка Вацлава Гавела

### Городской знак
Право пользоваться городской эмблемой было предоставлено Черношицам 7 мая 1992 года. Городская эмблема состоит из золотисто-голубого полумесяца. В золотом поле помещается зелёный клевер трилистника со стеблем.
Символическое значение городского герба: синий цвет обозначает реку Бероунку, золотой возможности рекреационного использования города и зелёный цвет указывает на природные условия, характеризующих Черношице, клевер символизирует три части сегодняшнего города.

## Города-побратимы
- Гербунн, Германия
- Лесница, Польша
- округ Олешница, Польша